# Ikuma larseni
Espèce
Ikuma larseni est une espèce d'araignées aranéomorphes de la famille des Palpimanidae.

## Distribution
Cette espèce est endémique de Namibie. Elle se rencontre dans la région Erongo.

## Description
La femelle holotype mesure 11,15 mm et le mâle paratype 12,37 mm

## Systématique et taxinomie
Cette espèce a été décrite par Zonstein et Marusik en 2022.

## Étymologie
Cette espèce est nommée en l'honneur de Norman Larsen.

## Publication originale
- Zonstein & Marusik, 2022 : « Redescription of the poorly known genus Ikuma Lawrence, with synonymy and description of a new species from Namibia (Araneae, Palpimanidae). » African Invertebrates, vol. 63, no 2, p. 105-119 (texte intégral).